# 1924年全米選手権 (テニス)
1924年 全米選手権（1924ねんぜんべいせんしゅけん）に関する記事。

## 大会の流れ
- 1881年から1967年まで、全米選手権は各部門が個別の名称を持ち、大会会場も別々のテニスクラブで開かれた。これが他の3つのテニス4大大会と大きく異なる点である。
  - 男子シングルス　名称：全米シングルス選手権（U.S. National Singles Championship）／会場：ニューヨーク市クイーンズ区フォレストヒルズ、ウエストサイド・テニスクラブ　（1924年-1977年）
  - 女子シングルス　名称：全米女子シングルス選手権（U.S. Women's National Singles Championship）／会場：フォレストヒルズ、ウエストサイド・テニスクラブ　（1921年-1977年）
  - 男子ダブルス　名称：全米ダブルス選手権（U.S. National Doubles Championship）／会場：マサチューセッツ州ボストン市、ロングウッド・クリケット・クラブ　（1917年-1933年まで）
  - 女子ダブルス　名称：全米女子ダブルス選手権（U.S. Women's National Doubles Championship）／会場：フォレストヒルズ、ウエストサイド・テニスクラブ　（1921年-1933年まで）
  - 混合ダブルス　名称：全米混合ダブルス選手権（U.S. Mixed Doubles Championship）／会場：フォレストヒルズ、ウエストサイド・テニスクラブ　（1921年-1934年まで）
- 本年度から、男子シングルスの会場が再びニューヨーク市クイーンズ区フォレストヒルズにある「ウエストサイド・テニスクラブ」（通称フォレストヒルズ）に戻った。これにより、男女シングルスは1977年までフォレストヒルズの地に落ち着いた。ダブルス3部門は、その後も会場移転が多い。
- 全米選手権のシード選手は、オンライン・書物も含めて確認可能な資料が少ない。女子シングルスの外部リンクに使用した「テニス・フォーラム」のスレッドも、1924年度は8人のシード順位が残っているが、残存するシード選手記録は不完全な状態である。

## シード選手

### 女子シングルス
1. ヘレン・ウィルス　（優勝、大会2連覇）
2. モーラ・マロリー　（準優勝）
3. メアリー・ブラウン　（ベスト4）
4. エリナー・ゴス　（ベスト4）
5. マリオン・ジェサップ　（ベスト8）
6. メイム・マクドナルド　（ベスト8）
7. エディット・シガニー　（3回戦）
8. マーサ・ベイヤード　（ベスト8）

男子シングルスはまだ正式なシード選手制になっておらず、抽選表に番号がついていない。

## 大会経過

### 男子シングルス
準々決勝
- ビル・チルデン vs.  ハワード・キンゼイ　6-3, 4-6, 3-6, 6-2
- ビンセント・リチャーズ vs.  ウォレス・ジョンソン　6-1, 6-4, 11-9
- ビル・ジョンストン vs.  ルネ・ラコステ　6-3, 6-3, 6-3
- ジェラルド・パターソン vs.  ジョージ・ロット　6-1, 6-4, 6-3

準決勝
- ビル・チルデン vs.  ビンセント・リチャーズ　4-6, 6-2, 8-6, 4-6, 6-4
- ビル・ジョンストン vs.  ジェラルド・パターソン　6-2, 6-0, 6-0

### 女子シングルス
準々決勝
- モーラ・マロリー vs.  エドナ・ホーセルト　6-1, 6-0
- エリナー・ゴス vs.  マーサ・ベイヤード　8-6, 6-4
- ヘレン・ウィルス vs.  マリオン・ジェサップ　6-3, 6-3
- メアリー・ブラウン vs.  メイム・マクドナルド　6-2, 5-7, 6-4

準決勝
- モーラ・マロリー vs.  エリナー・ゴス　6-3, 6-4
- ヘレン・ウィルス vs.  メアリー・ブラウン　6-4, 4-6, 6-3

## 決勝戦の結果
- 男子シングルス： ビル・チルデン vs.  ビル・ジョンストン　6-1, 9-7, 6-2
- 女子シングルス： ヘレン・ウィルス vs.  モーラ・マロリー　6-1, 6-3
- 男子ダブルス： ハワード・キンゼイ＆ ロバート・キンゼイ vs.  ジェラルド・パターソン＆ パット・オハラウッド　7-5, 5-7, 7-9, 6-3, 6-4
- 女子ダブルス： ヘイゼル・ホッチキス・ワイトマン＆ ヘレン・ウィルス vs.  エリナー・ゴス＆ マリオン・ジェサップ　6-4, 6-3
- 混合ダブルス： ビンセント・リチャーズ＆ ヘレン・ウィルス vs.  ビル・チルデン＆ モーラ・マロリー　6-8, 7-5, 6-0